# Ercan Kara
Ercan Kara (Bécs, 1996. január 3. –) török származású osztrák válogatott labdarúgó, a Samsunspor játékosa.

## Pályafutása

### Klubcsapatokban
A Slovan HAC csapatánál nevelkedett, majd itt mutatkozott be a felnőtteknél. A 2014-15-ös szezont már az Austria Wien harmadosztályú tartalékcsapatánál kezdte meg. 2016 márciusában bejelentették, hogy a nyáron távozik a klubtól. Ezt követően pályára lépett a Mauerwerk és a Horn csapataiban is. 2020 januárjában szerződtette a Rapid Wien klubja, 2022 júniusáig írt alá. Február 23-án góllal mutatkozott be a TSV Hartberg elleni bajnoki mérkőzésen.
2022. január 27-én az Orlando City szerződtette 800 ezer dollárért három évre, valamint további opciókkal. 2023. szeptember 2-án a török Samsunspor szerződtette.

### A válogatottban
2021. március 31-én mutatkozott be az osztrák labdarúgó-válogatottban Dánia elleni 2022-es labdarúgó-világbajnokság-selejtező mérkőzésén a 75. percben Xaver Schlager cseréjeként.

## Statisztika

### Válogatott
2021. november 15-én frissítve.
| Ausztria | Ausztria        | Ausztria |
| Év       | Pályára lépések | Gólok    |
| -------- | --------------- | -------- |
| 2021     | 7               | 0        |
| Összesen | 7               | 0        |

## Sikerei, díjai
- Mauerwerk
  - Wiener Stadtliga: 2016–17

- Orlando City
  - Amerikai kupa: 2022